# Mount Loudon
Mount Loudon är ett berg i Kanada.   Det ligger i provinsen Alberta, i den centrala delen av landet, 3 000 km väster om huvudstaden Ottawa. Toppen på Mount Loudon är 2 688 meter över havet.
Terrängen runt Mount Loudon är huvudsakligen bergig, men den allra närmaste omgivningen är kuperad. Trakten runt Mount Loudon är nära nog obefolkad, med mindre än två invånare per kvadratkilometer.. Det finns inga samhällen i närheten. 
I omgivningarna runt Mount Loudon växer i huvudsak barrskog.